# Улрих V (Ханау)
Улрих V фон Ханау (на немски: Ulrich V von Hanau; * ок. 1370; † 1419, вер. в Шаафхайм) е господар на Ханау от 1380 до 1404 г.

## Биография
Той е най-възрастният син на Улрих IV фон Ханау († 1380) и графиня Елизабет фон Вертхайм.
Улрих V наследява баща си през 1380 г. и понеже е още непълнолетен е до 1388 г. под опекунството на бащата на годеницата му граф Готфрид VIII фон Цигенхайн. Понеже няма синове братята му Райнхард II и Йохан задължават на 26 ноември 1404 г. Улрих V да се откаже от трона.
Той живее първо във Франкфурт, по-късно в Амт Бабенхаузен. Неговата съпруга се разделя от него.
Улрих V умира в Шаафхайм. След това братята му Райнхард II и Йохан управляват заедно.

## Фамилия
Улрих V се жени през 1394 г. за Елизабет фон Цигенхайн (* ок. 1375; † 1 декември 1431), дъщеря на граф Готфрид VIII фон Цигенхайн и съпругата му Агнес фон Брауншвайг, сестра на херцог Ото фон Брауншвайг-Гьотинген. Те имат три дъщери:
- Елизабет фон Ханау (1395 – 1475), омъжена 1413 за граф Албрехт I фон Хоенлое-Вайкерсхайм († 1429)
- Агнес фон Ханау († 1446), абатеса на манастир Кларентал
- Аделхайд фон Ханау († 1440), монахиня в манастир Кларентал